# Jason de Jong
Pour les articles homonymes, voir de Jong.
Jason de Jong, né le 28 février 1990 à Breda aux Pays-Bas, est un footballeur international philippin d'origine néerlandaise. 
Il évolue actuellement au poste de milieu défensif avec le club de Ceres FC.

## Biographie

### Sélection
Jason de Jong est convoqué pour la première fois par le sélectionneur national Juan Cutillas pour un match des éliminatoires de l'AFF Suzuki Cup 2010 face au Timor oriental le 17 octobre 2008. 
Il participe à l'AFC Challenge Cup en 2012 avec les Philippines.

## Palmarès

### En club
- Stallion FC :
  - Vainqueur de la Coupe des Philippines en 2012.